# Ronaldo Capixaba
Ronaldo Rosa dos Santos, mais conhecido como Ronaldo Capixaba (Boa Esperança, 23 de novembro de 1983), é um ex-futebolista brasileiro que atuava como atacante.

## Carreira
Ronaldo Capixaba atuou por alguns times do Brasil como o Criciúma. Obteve grande destaque no Joinville, nas campanhas em que o JEC conquistou Copa Santa Catarina de 2011 e o Campeonato Brasileiro da Série C no mesmo ano. Após estes feitos pelo time do Norte Catarinense, Ronaldo ganhou destaque e acabou sendo contratado pelo Avaí. Sua estreia pelo time, foi contra a Chapecoense na Arena Condá em Chapecó no dia 22 de janeiro de 2012 pelo Campeonato Catarinense. O resultado não foi bom, já que o Avaí saiu derrotado por 1 a 0, apesar de muitas oportunidades de gol perdidas pelo Leão da Ilha. O primeiro gol de Capixaba pelo Avaí veio somente na quinta rodada do estadual, quando o time venceu o Camboriú por 3 a 0 na Ressacada.
Em 27 de novembro de 2012, foi dispensado do Avaí, junto com outros 10 jogadores.
Em 22 de maio de 2013 foi dispensado pela Chapecoense, logo após contratado pelo São Luiz.
Em 18 de março de 2014, foi contratado pelo Vitória Futebol Clube para disputar o Capixabão.

## Títulos
Joinville
- Copa Santa Catarina: 2011
- Campeonato Brasileiro de Futebol - Série C: 2011

Avaí
- Campeonato Catarinense: 2012

## Artilharias
Joinville
- Campeonato Brasileiro - Série C: 2011 (11 gols)